# Albert Bers

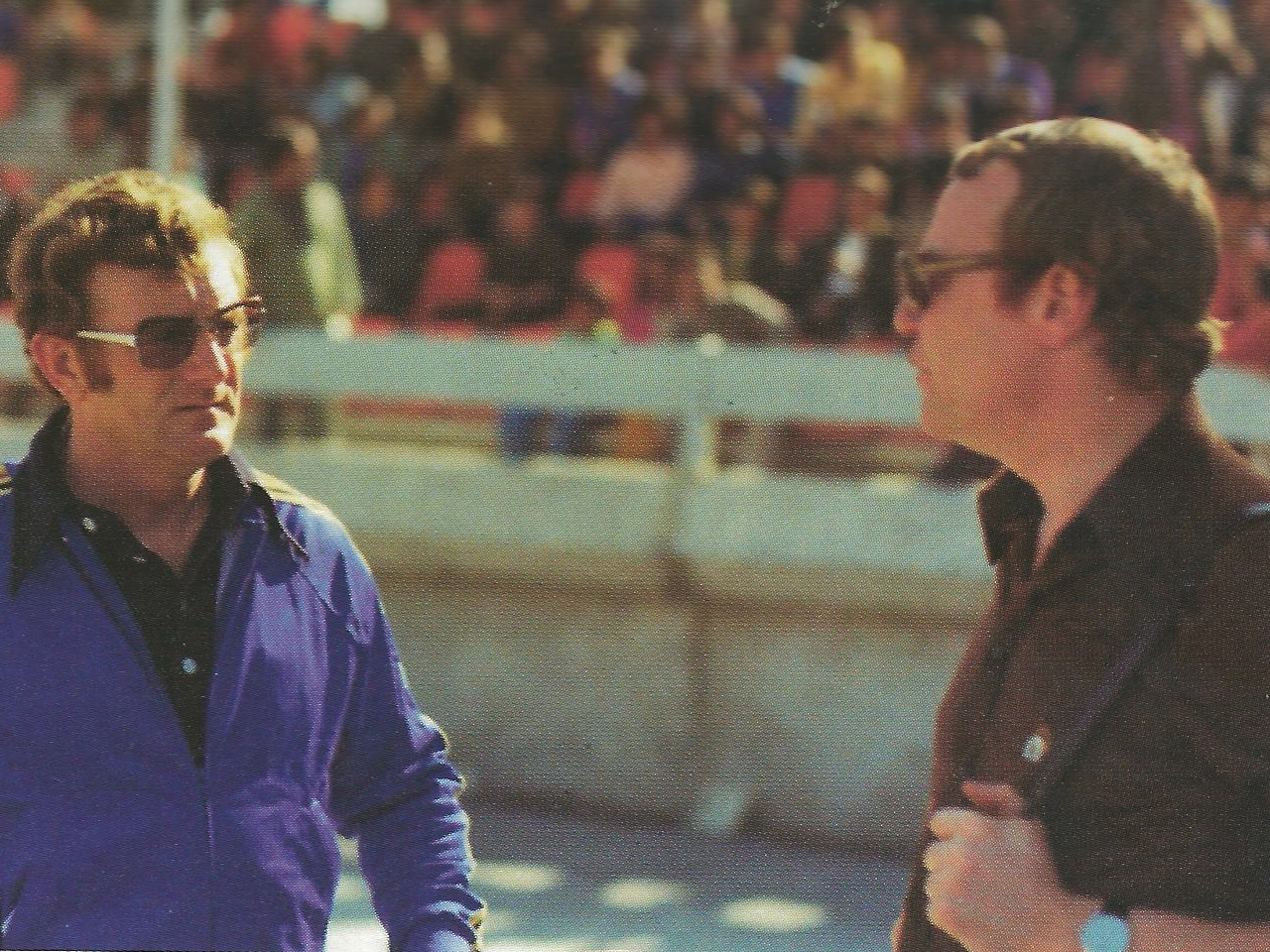
Albert Bers in 1977 in gesprek met Frans Meulemans voor aanvang van een wedstrijd in Damascus

Albert Bers (Sint-Truiden, 11 december 1931 - Genk, 25 februari 2021) was een Belgische voetbaltrainer en voetballer.
Hij was legercommandant en trainer van het nationale militaire elftal en van de nationale damesploeg.

## Ligaploeg
Albert Bers was jarenlang trainer van de Ligaploeg, een nationale selectie van niet-professionele spelers. Vermeldenswaardig is dat deze Ligaploeg van 1965 tot 1989 slechts één wedstrijd verloor. Ook vermeldenswaardig is dat Albert Bers met de Ligaploeg 8 maal de Kentish Challenge Cup won van 1972 tot 1980. Hij leidde zo een hele reeks Belgische spelers en trainers op: onder meer Jacky Mathijssen, Michel Preud'homme, Jan Ceulemans, Georges Leekens en Erwin Vandenbergh.

## Overzicht clubs als speler
| Seizoen   | Club              | Competitie                   | Wedstrijden | Doelpunten |
| --------- | ----------------- | ---------------------------- | ----------- | ---------- |
| 1952/1960 | Sint-Truidense VV | Tweede klasse, Eerste klasse | 193         | 3          |
| 1960/1962 | Daring Leuven     | Derde klasse                 | 0           | 0          |
| 1962/1966 | HO Veltem         | Provinciale Brabant          | -           | -          |

## Overzicht clubs als trainer
| Seizoen               | Club                      | Competitie          | Plaats | Opmerking                               |
| --------------------- | ------------------------- | ------------------- | ------ | --------------------------------------- |
| 1976-1990             | Belgisch voetbalelftal    |                     |        | Eerste bondscoach van het vrouwenelftal |
| 01/07/1970-30/06/1982 | Nationale Militaire Ploeg |                     |        | 8x winnaar Kentish Challenge Cup        |
| 01/07/1962-30/06/1966 | HO Veltem                 | Provinciale Brabant |        |                                         |
| 01/07/1966-30/06/1970 | Puurs Excelsior RSK       | Derde klasse        |        |                                         |
| 01/07/1970-28/02/1971 | KFC Duffel                | Derde klasse        |        | Ontslag                                 |
| 01/10/1972-30/06/1974 | Puurs Excelsior RSK       | Derde klasse        |        |                                         |
| 01/07/1974-30/06/1976 | Boom FC                   | Tweede klasse       |        | Eindronde                               |
| 01/07/1976-30/06/1977 | Waterschei SV Thor        | Tweede klasse       |        | Eindronde                               |
| 01/07/1977-04/11/1980 | KFC Diest                 | Tweede klasse       |        | 77-78 Eindronde + 80/81 ontslag         |
| 01/07/1981-30/06/1982 | Sint-Truidense VV         | Tweede klasse       |        | Periodekampioen en Eindronde            |
| 15/02/1983-30/06/1983 | Stade Leuven              | Tweede klasse       |        |                                         |
| 01/07/1983-30/06/1985 | RC Mechelen               | Tweede klasse       |        | 2x Eindronde                            |
| 08/01/1986-30/06/1986 | Union Sint-Gillis         | Tweede klasse       |        |                                         |
| 01/07/1986-16/08/1987 | KFC Winterslag            | Tweede klasse       |        | Kampioen + 87/88 ontslag                |
| 25/09/1987/30/06/1988 | KSC Hasselt               | Tweede klasse       |        |                                         |
| 01/07/1988-03/09/1989 | Germinal Ekeren           | Tweede klasse       |        | Kampioen + 89/90 ontslag                |
| 01/12/1989-30/06/1991 | KFC Verbroedering Geel    | Tweede klasse       |        |                                         |